# Маньківський Олександр Федорович
Манькі́вський Олекса́ндр Фе́дорович (15 (28) квітня 1868 — 20 січня 1946) — український і болгарський науковець у галузі гістології та ембріології, професор, завідувач кафедри Новоросійського і Софійського університетів.

## Біографія
Народився 28 (15) квітня 1868 року в місті Ольвіополь Єлизаветградського повіту Херсонської губернії (нині — місто Первомайськ Миколаївської області).
Згодом родина переїхала до міста Бендери. З 1877 по 1881 роки навчався в повітовій школі. У 1883 році вступив до Першої кишинівської гімназії, яку закінчив у 1889 році зі срібною медаллю.
Після закінчення гімназії вступив на медичний факультет Київського імператорського університету Святого Володимира в Києві, по закінченні якого у 1894 році отримав диплом лікаря з відзнакою. Під час навчання протягом 4-х семестрів працював у лабораторії загальної патології під керівництвом професора В. В. Підвисоцького. Брав участь у боротьбі зі спалахами епідемії холери в Аккерманському (1892) та Бендерському (1893) повітах Бессарабії.
Після закінчення університету О. Ф. Маньківський обіймає посаду земського лікаря Бендерського повіту. У 1895 році В. Підвисоцький організовує журнал «Русский архив патологии, клинической медицины и бактериологии» й Маньківський бере активну участь у його створенні, а з 1897 року — співробітник і секретар часопису.
Тоді ж В. Підвисоцький звертається до міністра просвіти графа І. Д. Делянова з проханням дозволити О. Маньківському зайняти посаду помічника прозектора на кафедрі загальної та експериментальної патології медичного факультету Університету святого Володимира. Після отримання згоди, він займається вивченням надниркових залоз, проводить мікроскопічні й фізіологічні дослідження острівців Лангерганса в підшлунковій залозі.
У 1900 році при Новоросійському університеті відкривається медичний факультет і О. Маньківський переїздить до Одеси, обійнявши посаду доцента кафедри гістології.
У 1902 році займає посаду екстраординарного (позаштатного) професора кафедри гістології та ембріології, а з 1904 року — ординарний професор цієї ж кафедри.
У 1905 році професор призначається деканом медичного факультету Новоросійського університету.
У 1907–1909 роках — секретар медичного факультету, у 1907–1910 роках — заступник проректора університету.
Влітку 1909 року направлений у закордонне відрядження до медичного факультету Каїрського університету. Того ж року узяв участь у Міжнародному з'їзді лікарів Австро-Угорщині в Будапешті.
З 1910 року О. Ф. Маньківський — професор, член Товариства сприяння академічному життю Імператорського Новоросійського університету, член Товариства російських лікарів, має чин статського радника (V клас Табелю про ранги Російської імперії).
Після Лютневої революції 1917 року наукову діяльність О. Маньківського спіткали величезні труднощі, через звинувачення у причетності до царської охоронки студенти байкотували лекції професора. А після Жовтневого перевороту 1917 року посади ректора і проректора були ліквідовані, наукова рада бездіяла, більшість професорів, серед яких і О. Маньківський, відмовилась співпрацювати з більшовиками й залишила університет.
У 1919 році О. Ф. Маньківський назавжди залишив Одесу й виїхав до Болгарії. Він отримує пропозицію створити і очолити кафедру гістології та ембріології Софійського університету. Згодом кафедра відокремилась у Болгарський інститут гістології та ембріології, у якому пропрацював до 1929 року.
У зв'язку з бомбардуваннями Софії під час Другої світової війни, О. Ф. Маньківський з родиною переїхав до села Певокладене, де й помер 20 січня 1946 року.

## Нагороди
- Орден Святої Анни 2-го ступеня (01.01.1904);
- Орден Святого Олександра III ступеня (Болгарія).

## Вшанування пам'яті
Розпорядженням голови Миколаївської ОДА від 26 липня 1924 року № 273-р вулиця Жан-Поля Марата у місті Первомайську перейменована на вулицю Олександра Маньківського.